# Embalse de Talaván
El embalse de Talaván es fruto de una presa de abastecimiento en el arroyo de Talaván, afluente del río Almonte, en la cuenca del río Tajo. La presa se encuentra en el término municipal de Hinojal, afectando el embalse al término de Talaván, ambas localidades pertenecientes a la provincia de Cáceres, en la comunidad autónoma de Extremadura, España.
La presa data de 1977 y es de tipo gravedad, con una capacidad de 1,165 hm³. Abastece de agua a las poblaciones de Talaván, Hinojal y Santiago del Campo. El 22 de diciembre de 1979 los tres municipios constituyeron la Mancomunidad de Aguas de Talaván, Hinojal y Santiago del Campo. En 2005, con la incorporación de Monroy, esta agrupación pasó a denominarse Mancomunidad Intermunicipal de Servicios de los Cuatro Lugares, que amplió sus funciones y adjudicó el abastecimiento de agua de los municipios fundadores a Canal de Isabel II por un periodo de diez años

## Zona de Especial Protección para las Aves (ZEPA)

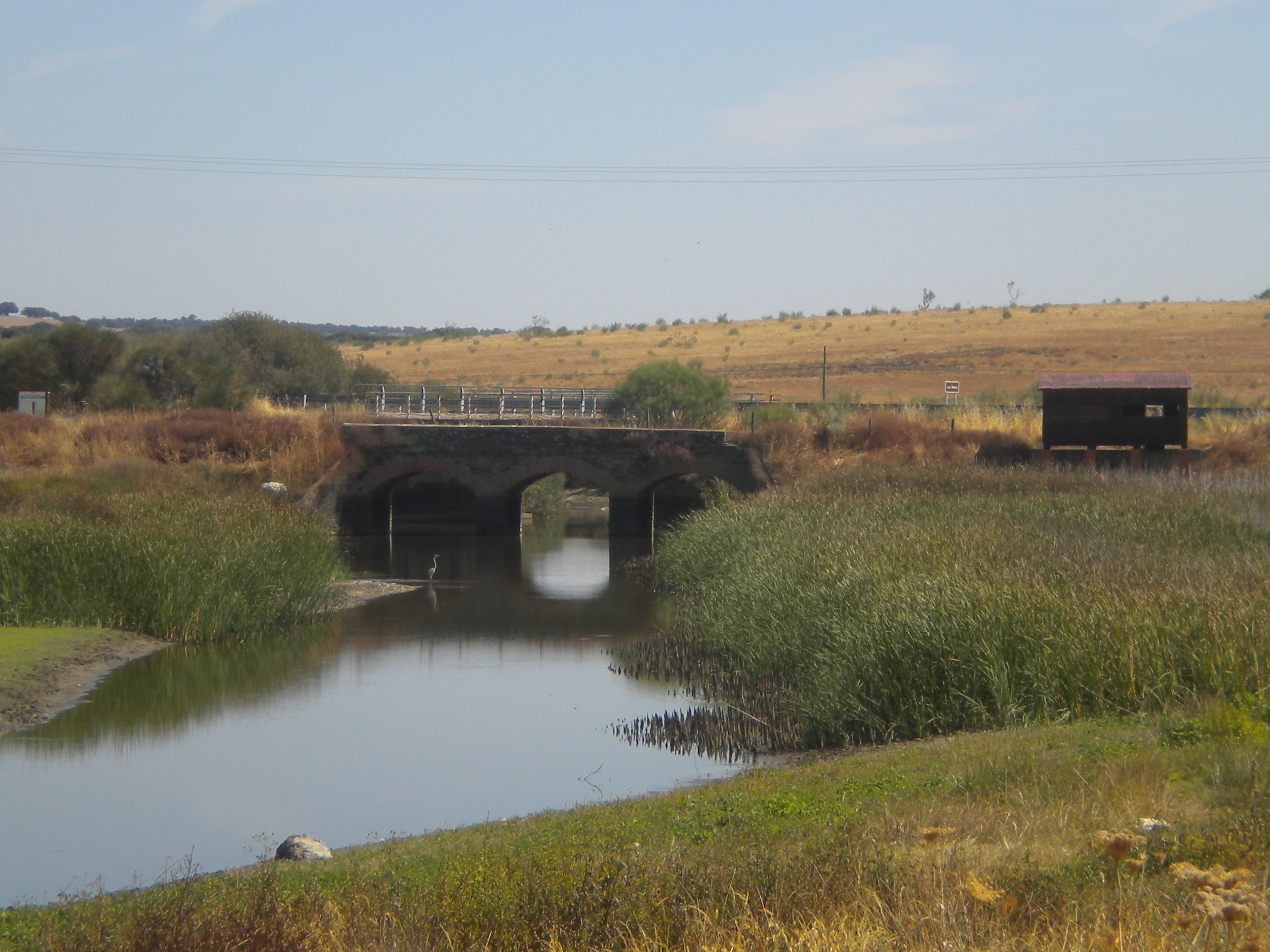
Vista desde el mirador y parte del embalse de Talaván. Con detalle se observa un ejemplar de grulla común

La ZEPA Embalse de Talaván (ES0000418) es una de las Áreas Protegidas de Extremadura, dentro de la Red Ecológica Europea Natura 2000. El embalse producido por la presa sobre el arroyo de Talaván, cercano a espacios de dehesa, ha producido la concentración de ornitofauna acuática de Importancia Internacional (según los criterios del Convenio de Ramsar). La ZEPA ocupa una superficie de 7303,22 ha. Destaca la cercanía del enclave al parque nacional de Monfragüe. 
Las especies que se pueden encontrar son milanos, cormoranes, garcillas bueyeras, avutardas, canasteras, gaviotas o cigüeñas (común y, en menor medida, negra) Incluso pueden encontrarse reptiles como la tortuga semiacuática conocida como galápago leproso. El ave que más destaca es la grulla, que llega al embalse en gran número entre los meses de noviembre y diciembre. Incluso, los habitantes de Talaván y el resto de pueblos de los Cuatro Lugares celebran en noviembre la llegada de las grullas al embalse.
La carretera provincial CC-41 (EX-390-Talaván) cruza con un puente la cola del embalse. Lindando a la carretera se ha instalado un observatorio de aves y desde allí parte una ruta a pie para bordear el embalse.
La Fundación Global Nature, que gestiona la finca El Baldío de Talaván, junto a Toyota España, ha llevado a cabo entre 2005 y 2006 diversas reforestaciones de encina, alcornoque y roble melojo en lugares como en la ZEPA Embalse de Talaván, entre otras.
El 9 de marzo de 2009, la Mancomunidad de Servicios Cuatro Lugares aprobó el proyecto de mejora ambiental del Embalse de Talaván, presentado por la citada Fundación Global Nature. En 2010 se presentaron los resultados del mismo, que han consistido en la plantación de árboles y especies autóctonas, la mejora de las condiciones de nidificación de las aves y la adaptación del entorno para las visitas turísticas sin perjudicar a la fauna existente.